# Mistrzostwa Polski w Skokach Narciarskich 1958
33. Mistrzostwa Polski w Skokach Narciarskich – zawody o mistrzostwo Polski w skokach narciarskich, które odbyły się 2 lutego 1958 roku na skoczni Malinka w Wiśle.
W konkursie skoków narciarskich zwyciężył Władysław Tajner, srebrny medal zdobył Antoni Wieczorek, a brązowy - Andrzej Gąsienica Daniel.

## Wyniki konkursu
| Miejsce | Zawodnik                 | Klub                   | Skok 1 | Skok 2 | Punkty |
| ------- | ------------------------ | ---------------------- | ------ | ------ | ------ |
| 1.      | Władysław Tajner         | Olimpia Goleszów       | 74,5   | 76,0   | 223,5  |
| 2.      | Antoni Wieczorek         | LZS Szczyrk            | 76,5   | 75,0   | 222,5  |
| 3.      | Andrzej Gąsienica Daniel | Wisła-Gwardia Zakopane | 74,0   | 72,5   | 212,0  |
| 4.      | Stefan Przybyła          | LKS Skrzyczne Szczyrk  | 70,5   | 72,5   | 209,5  |
| 5.      | Józef Huczek             | WKS Zakopane           | 67,0   | 74,0   | 204,5  |
| 6.      | Stanisław Polok          | Start Wisła            | 71,0   | 72,0   | 204,0  |